# Evoramonte
Evoramonte, también conocida como Évora Monte y Santa Maria es una freguesia portuguesa del concelho de Estremoz, con 99,42 km² de superficie y 724 habitantes (2001). Su densidad de población es de 7,3 hab/km².

## Galería

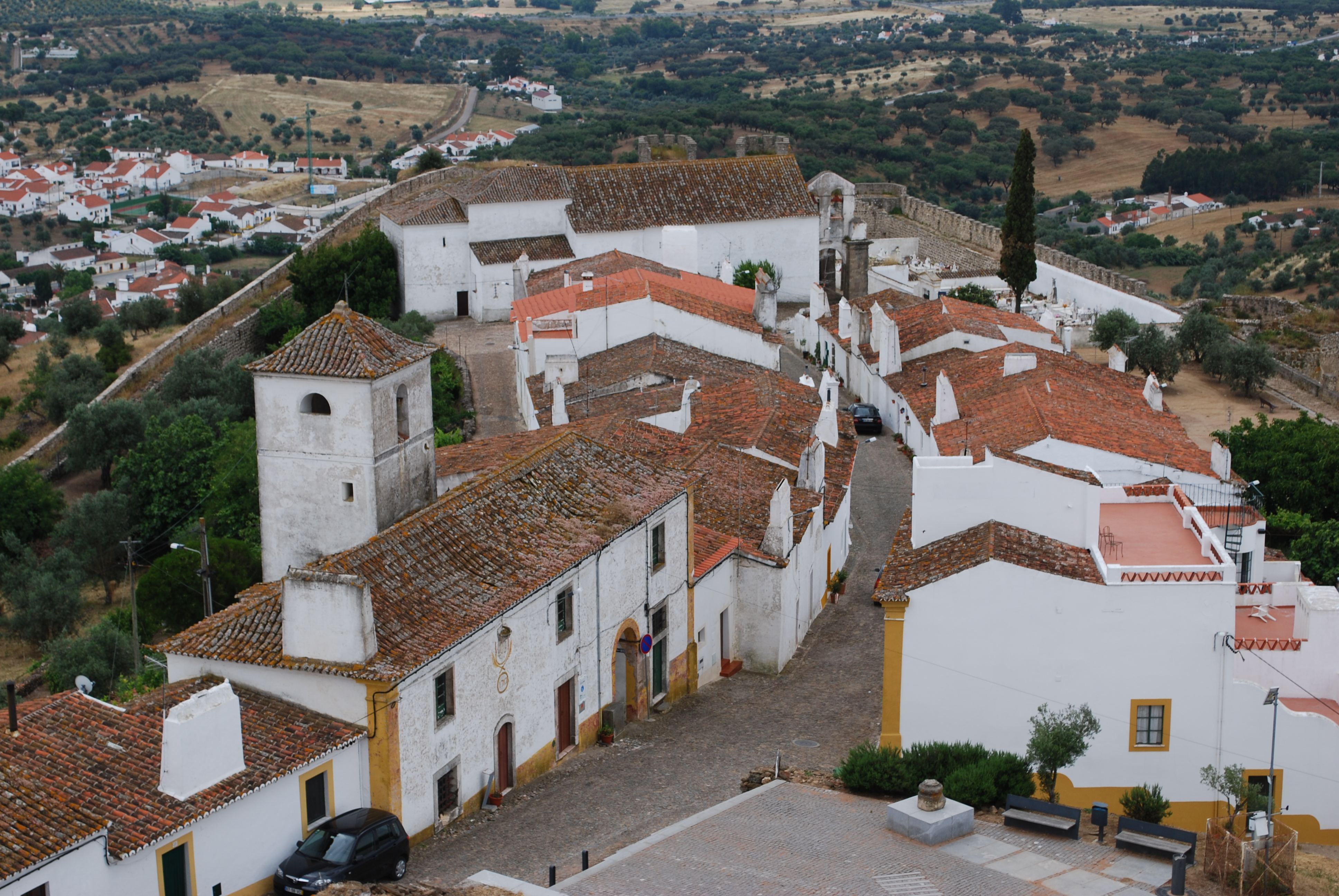
Vista de Evoramonte desde el castillo.
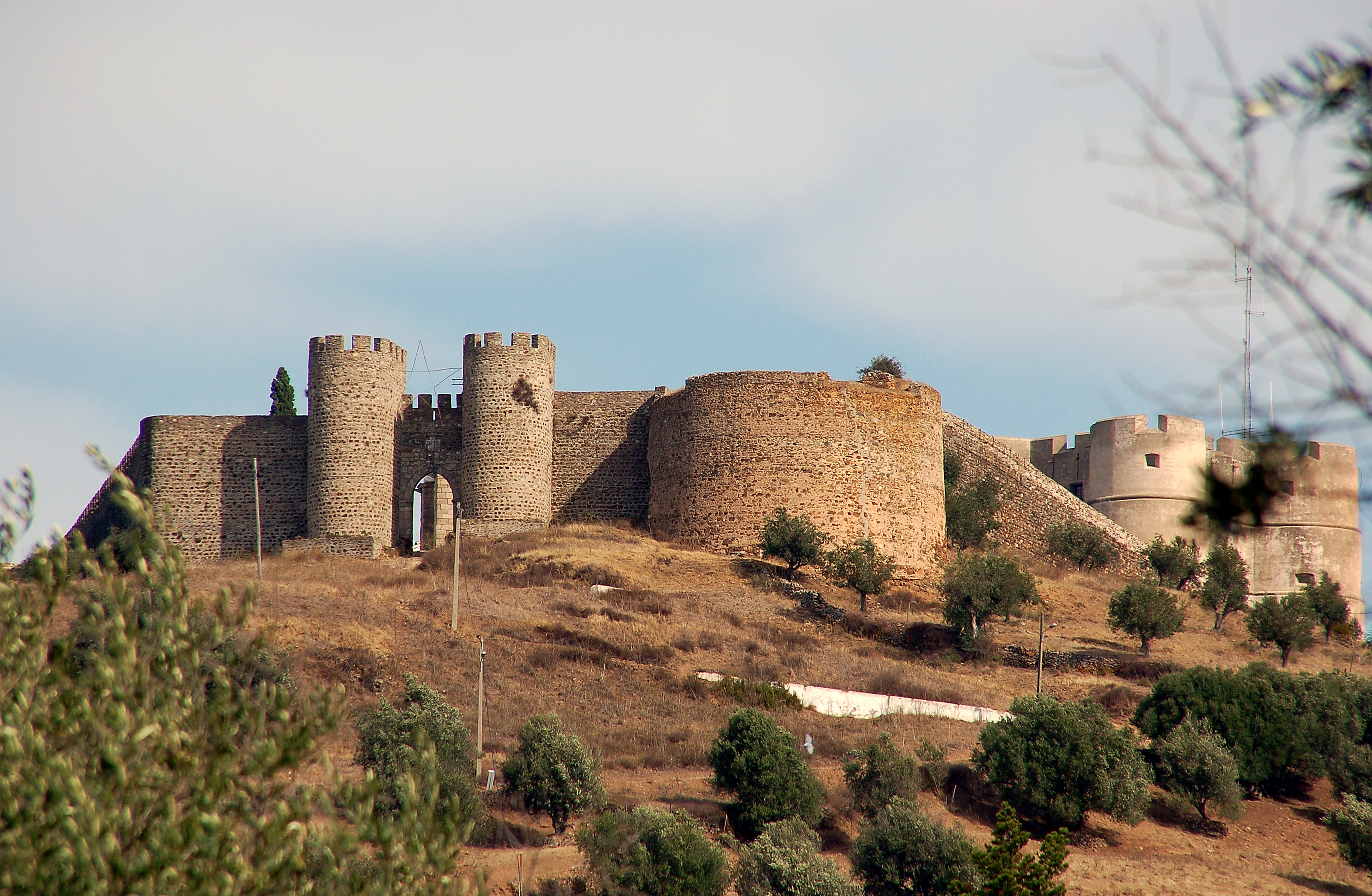
El castillo de Evoramonte